# Det missionerande kopimistsamfundet

Kopimi-loggan.

Det missionerande kopimistsamfundet är ett svenskt registrerat trossamfund som verkar för kopimism (av engelskans copy-me). Samfundet hävdar att kopimism är en religion vars trossats är att kopiering och spridande av information betraktas som en helig handling, ett sakrament.
Samfundet grundades 2010 av då 19-årige filosofistudenten Isak Gerson, som är samfundets missionsföreståndare och högste andlige ledare. Han var också aktiv inom Ung Pirat och var samtidigt kassör i Kristna Studentrörelsen i Sverige (KRISS), och försökte kombinera dessa ideologier. Samtidigt som de gör anspråk på att vara en religion menar företrädare att "Kopimistsamfundet tror inte på gudar eller övernaturliga krafter". Organisationen missionerar och säger sig erbjuda själavård. De har bland annat CTRL+C och CTRL+V som heliga symboler, och avsåg enligt styrelseordförande Gustav Nipe (tidigare även förbundsordförande i Ung pirat) att utöva vigselrätt och söka statligt stöd.

## Registreringen av trossamfundet

Ctrl-C, Ctrl-V

Rörelsen ansökte 2011 om att få klassificeras som en församling i Sverige, en ansökan som först avslogs av Kammarkollegiet i april 2011, med motiveringen att kopimistsamfundet inte anordnade gudstjänster. Kompletterande uppgifter om ”kopyacting”, filutbyte som kopimisterna ansåg skulle klassas som gudstjänster, lämnades in, men ansökan avslogs på nytt i juli samma år. I december 2011 lät Kammarkollegiet Det Missionerande Kopimistsamfundet registrera sig som ett religiöst samfund.
Efter bildandet av samfundet har webbplatser för kopimistkyrkan skapats på flera andra språk, dock utan att organisationen har fått officiell status som religiöst samfund i något annat land än Sverige. Samfundet har aldrig haft vigselrätt eller fått statsbidrag från myndigheten för stöd till trossamfund.

## Kritik och  medieuppmärksamhet
Samfundet och beslutet att tillåta registrering har nämnts i bloggar och krönikor världen över, ofta i skämtsamma ordalag. Svenska Dagbladets ledarblogg ansåg att medlemmarnas avsikt skulle vara att utnyttja religionsfrihetens skydd för att svenska lagar mot piratkopiering ska kunna åsidosättas, och menade att det visar på en bristande uppfattning om vad religionsfrihet går ut på. I BBC News beskrivs denna avsikt som verklighetsfrånvänd, och att den inte återspeglar det svenska juridiska systemet. Siewert Öholm beskrev samfundet som ett practical joke och ansåg att Kammarkollegiet "har trampat på religionsfrihetens yttersta fundament, rätten att hålla något heligt".
The New Yorker beskriver hur samfundet uppkommit och menar att det, likt till exempel Rastafari-religionen, inspirerats och formats av en politisk fråga. Samfundets främsta syfte sägs vara att forma och skapa uppmärksamhet för protesten mot copyright-lagarna.

## Kopplingar till Piratpartiet, Ung Pirat och Piratbyrån
Samfundet har, som framgår ovan, inofficiella kopplingar till Piratpartiets ungdomsförbund Ung Pirat. Man använder Ung Pirats postlåda som adress, någonting den andlige ledaren Isak Gerson kallar "en praktikalitet" som kom ur att han själv använde den för privat post. Ung pirat och Kopimistsamfundet uppgavs ha nästan lika många medlemmar (cirka 3000) vid samfundets bildande. Piratpartiets grundare Rick Falkvinge och dess före detta partiledare Anna Troberg var bland de första att blogga om samfundets pressmeddelande. Anna Troberg kallar samfundet "ett intressant fenomen", men noterar att hon inte tänker gå med i samfundet eftersom hon är agnostiker. Kopimi-konceptet och den pyramidbaserade kopimi-loggan syftar till att främja kopiering, utvecklades av artisten Ibi Kopimi Botani och användes ursprungligen av Piratbyrån, som startade webbplatsen The Pirate Bay.